# Ala-ud-din Hasan Bahman Shah
Ala-ud-din Hasan Bahman Shah (1291-1358) est le fondateur de la dynastie Bahmanide de l'empire Bahmanide. Il régna de 1347 à sa mort, en 1358.
Officier turco-afghan au service du sultanat de Delhi, Hasan Kangu Zafar Khan se révolte contre Muhammad bin-Tughlûq. Il s'empare de Daulatabad et fonde à Gulbarga (Mysore), dans le Deccan, la dynastie indomusulmane des Bahmanî (fin en 1527). Son fils Muhammad Shah Bahmani lui succède.

## Sources
- http://www.indhistory.com/bahamani-dynasty.html